# غاريقون أبيض رمادي
غاريقون أبيض رمادي (الاسم العلمي: Agaricus canescens) هو نوع من الفطريات يتبع جنس الغاريقون من فصيلة الغاريقونية.